# Pietro Iemmello
Pietro Iemmello (Catanzaro, 6 marzo 1992) è un calciatore italiano, attaccante e capitano del Catanzaro.

## Biografia
Dalla relazione con l’attrice Giulia Elettra Gorietti il 18 giugno 2018 nasce la figlia Violante. È soprannominato Re Pietro, nome acquisito durante gli anni con la maglia del Foggia, oppure Lo Zar, come veniva soprannominato ai tempi del Perugia.

## Caratteristiche tecniche
Iemmello è una prima punta dotata di buon fiuto del gol, abile a giocare in appoggio e che dà il meglio di sé quando agisce in profondità. Dotato anche di buona abilità nel gioco aereo.

## Carriera

### Club

#### Inizi
All'età di sei anni, Iemmello inizia a giocare nella squadra del Catanzaro Lido Asd, rimanendovi fino al 2006, quando entra a far parte delle giovanili della Fiorentina, in cui milita fino al 2011; nell'arco di questo quinquennio nel vivaio viola, l'attaccante vince un Campionato Allievi Nazionali e una Coppa Italia Primavera.
Il 1º luglio 2011, arriva in prestito biennale con diritto di riscatto alla Pro Vercelli; nell'arco di due stagioni tra Lega Pro e Serie B, gioca 60 partite e segna 13 gol. Alla scadenza dei due anni di prestito, la società decide di riscattarlo per 200.000 euro.
Il 1º settembre 2013, viene acquistato per 250 000 euro dallo Spezia, in Serie B, che subito dopo decide di mandarlo in prestito semestrale al Novara. Allo scadere, nel gennaio 2014, viene mandato nuovamente, in prestito per altri 6 mesi, alla Pro Vercelli.

#### Foggia
Il 20 agosto 2014 passa in prestito annuale al Foggia. A fine stagione gioca 35 partite e segna 16 gol.
Tornato allo Spezia, viene inizialmente ceduto in prestito al Lanciano in serie B e successivamente, il 21 agosto 2015, ritorna in prestito annuale al Foggia. Il 14 aprile 2016 dopo le partite di andata e ritorno, vince la Coppa Italia Lega Pro contro il Cittadella dove ha realizzato 8 reti complessive. A fine stagione in campionato gioca 32 partite e segna 24 gol aggiudicandosi il titolo di capocannoniere. Il 22 maggio 2016 gioca la semifinale di andata dei play-off per la Serie B allo Stadio Via del Mare contro il Lecce (2-3), partita in cui realizza una doppietta ed è autore di un assist. Insieme ai suoi compagni vedrà sfumare la promozione in B contro il Pisa, che nella doppia finale si impone per 5-3 (4-2 all'andata e 1-1 al ritorno, con gol del Foggia segnato da Iemmello su rigore).

#### Sassuolo
Il 31 agosto 2016, la società emiliana lo acquista a titolo definitivo per 2.3 milioni di euro dallo Spezia, con la cui maglia aveva appena debuttato nell'1-1 contro la Salernitana: il giocatore debutta poi in Serie A il successivo 10 settembre nella trasferta persa sul campo della Juventus. Segna il suo primo gol in Serie A contro il Crotone all'8ª giornata permettendo la vittoria per 2-1. Dopo quasi sette mesi di digiuno, torna a segnare il gol del temporaneo 2-1 in Sassuolo-Fiorentina del 7 maggio 2017.
Segna la sua prima doppietta in serie A contro l'Inter, si ripete anche contro il Cagliari su rigore (entrambe le gare sono state vinte dai neroverdi, rispettivamente coi punteggi di 1-2 e 6-2).

#### Benevento
In chiusura del mercato estivo 2017, la società emiliana cede il calciatore al neopromosso Benevento. Il 25 ottobre segna, su rigore, la prima rete con i sanniti senza riuscire ad evitare la sconfitta contro il Cagliari. Il 21 aprile 2018 realizza, in casa del Milan, la rete che vale il primo successo esterno in A dei campani: i 3 punti non sono tuttavia sufficienti ai giallorossi per centrare la salvezza.

#### Ritorno al Foggia e prestiti a Perugia e Las Palmas
Il 13 agosto 2018 ritorna in prestito con diritto di riscatto al Foggia, ritrovando cosi i rossoneri a distanza di due anni. In 26 partite segna 7 gol, non sufficienti ad evitare la retrocessione del club pugliese.
Il 16 luglio 2019 viene ceduto al Perugia in prestito con obbligo di riscatto in caso di promozione in massima serie degli umbri. I primi gol con gli umbri arrivano il 25 agosto, quando decide la sfida interna col Chievo trasformando due calci di rigore, nella prima giornata di serie B. Nonostante 19 gol stagionali (di cui ben 9 su calcio di rigore), il club retrocede in C a fine stagione a seguito dei play-out contro il Pescara (terza retrocessione consecutiva per Iemmello); al ritorno le squadre sono andate ai rigori, con Iemmello contestato focosamente dai tifosi perugini fuori dallo stadio per aver fallito il calcio di rigore (e per aver spaccato, a detta di molti, lo spogliatoio).
Il 4 ottobre 2020, dopo numerose voci legate a un potenziale trasferimento a Pescara, viene ceduto in prestito al Las Palmas.

#### Frosinone
Il 31 gennaio 2021, dopo 12 presenze e un gol tra campionato e coppe, termina anzitempo l'esperienza al Las Palmas, facendo temporaneamente ritorno al Benevento e venendo subito ceduto al Frosinone a titolo definitivo. All'esordio con i ciociari, sei giorni dopo, va subito in gol insaccando sulla linea un tiro di Alessandro Salvi già diretto in rete nella partita casalinga col Venezia, in cui il Frosinone esce sconfitto per 2-1.

#### Catanzaro
Dopo sole due presenze nella prima parte della stagione 2021-2022, il 20 gennaio 2022 si trasferisce in prestito al Catanzaro. Il 16 marzo segna la prima rete con i calabresi, nella trasferta in casa del Messina, vinta per 3-2. Dopo aver segnato 6 gol in 12 partite, prende parte con i compagni ai play-off per la promozione in Serie B, nei quali mette a segno altri 2 gol. 
L'11 aprile 2022, durante la sfida tra il Foggia e il Catanzaro, viene aggredito da alcuni ultras della squadra di casa, che, invaso il campo, tentano di schiaffeggiarlo, con l'intento di non fargli tirare il calcio di rigore che, sul punteggio di 1-5, era stato assegnato agli ospiti. Il giocatore rinuncia a battere il tiro dagli undici metri e viene sostituito; l'incontro riprende e si conclude con la vittoria dei calabresi per 2-6.. Per questo episodio il Foggia è sanzionato con un'ammenda di 10 000 euro e due giornate a porte chiuse per la curva nord e una per la curva sud, mentre due dei tre tifosi identificati ricevono un daspo di cinque anni.
Dopo 16 presenze e 8 gol tra campionato e play-off, l'8 luglio 2022 Iemmello viene ufficialmente riscattato dal club calabrese, con cui firma un contratto di un anno, con opzione in caso di promozione in Serie B. Dopo un eccellente avvio di stagione, che vede i giallorossi in testa alla classifica fin dalla prima giornata, Iemmello, nella ventottesima giornata di campionato (nella gara interna contro il Monopoli), mette a segno una doppietta, raggiungendo le diciannove segnature ed eguagliando così il record di gol segnati in campionato con la maglia giallorossa in una stagione, prima detenuto da Giorgio Corona. La settimana seguente, nella gara esterna giocata contro la Juve Stabia, sigla altre due reti, superando così Corona; eguaglia, inoltre, Simone Masini nella classifica dei calciatori con più reti segnate in un'intera stagione (in tutte le competizioni) con la maglia del Catanzaro, superandolo poi nella successiva partita contro l'Avellino. Il Catanzaro ottiene la promozione in Serie B con cinque giornate d'anticipo, tornando in serie cadetta dopo diciassette anni. Andando in rete nella sfida casalinga contro il Potenza all'ultima giornata, Iemmello arriva a quota 28 gol in campionato, eguagliando così il record per una singola stagione di Serie C, prima detenuto da Andrea Deflorio. La stagione ha un prolungamento nella Supercoppa di Serie C, nella quale l'attaccante va a segno nelle due partite del Catanzaro, risultando decisivo per la vittoria della competizione. L'attaccante conclude la stagione con 31 reti segnate in 40 incontri totali.
Rinnovato il proprio contratto con la società giallorossa per altri due anni, viene eletto a idolo della tifoseria catanzarese, tanto che nasce a Roma un club a lui dedicato, denominato "Catanzaro Club Pietro Iemmello", inaugurato nel luglio 2023 alla presenza del calciatore. Nel 2023-2024 il giocatore trova il primo gol in Serie B con la maglia della squadra della propria città nella gara vinta per 3-4 in casa del Lecco. Sigla la prima doppietta in Serie B con la maglia giallorossa alla ventiseiesima giornata, nella sfida vinta 2-1 in trasferta allo stadio Tombolato contro il Cittadella. Chiude l'annata con 17 reti, risultando terzo nella classifica dei marcatori del torneo e rivelandosi decisivo per l'ottimo piazzamento della squadra, giunta quinta. Nei play-off realizza una doppietta nella vittoria per 4-2 nel turno preliminare contro il Brescia. 
Ha cominciato la stagione 2024-2025 raggiungendo alla quindicesima giornata la vetta della classifica dei marcatori di serie B, grazie a una tripletta realizzata il 30 novembre 2024 in casa della Sampdoria (risultato 3-3). Al termine del campionato chiude al terzo posto nella classifica dei marcatori con 16 reti, dietro a Francesco Pio Esposito dello Spezia (17) ed a Laurienté del Sassuolo (18).

### Nazionale
Vanta alcune presenze e reti nelle nazionali giovanili Under-17, Under-18, Under-19.

## Statistiche

### Presenze e reti nei club
Statistiche aggiornate al 25 maggio 2025.
| Stagione            | Squadra             | Campionato          | Campionato | Campionato | Coppe nazionali | Coppe nazionali | Coppe nazionali | Coppe continentali | Coppe continentali | Coppe continentali | Altre coppe | Altre coppe | Altre coppe | Totale | Totale |
| Stagione            | Squadra             | Comp                | Pres       | Reti       | Comp            | Pres            | Reti            | Comp               | Pres               | Reti               | Comp        | Pres        | Reti        | Pres   | Reti   |
| ------------------- | ------------------- | ------------------- | ---------- | ---------- | --------------- | --------------- | --------------- | ------------------ | ------------------ | ------------------ | ----------- | ----------- | ----------- | ------ | ------ |
| 2011-2012           | Pro Vercelli        | 1D                  | 31+2       | 8+1        | CI-LP           | 3               | 1               | -                  | -                  | -                  | -           | -           | -           | 36     | 10     |
| 2012-2013           | Pro Vercelli        | B                   | 29         | 5          | CI              | 1               | 0               | -                  | -                  | -                  | -           | -           | -           | 30     | 5      |
| 2013-gen. 2014      | Novara              | B                   | 4          | 1          | CI              | -               | -               | -                  | -                  | -                  | -           | -           | -           | 4      | 1      |
| gen.-giu. 2014      | Pro Vercelli        | 1D                  | 10+4       | 1+0        | CI+CI-LP        | -               | -               | -                  | -                  | -                  | -           | -           | -           | 14     | 1      |
| Totale Pro Vercelli | Totale Pro Vercelli | Totale Pro Vercelli | 70+6       | 14+1       |                 | 4               | 1               |                    | -                  | -                  |             | -           | -           | 80     | 16     |
| 2014-2015           | Foggia              | LP                  | 35         | 16         | CI-LP           | -               | -               | -                  | -                  | -                  | -           | -           | -           | 35     | 16     |
| 2015-2016           | Foggia              | LP                  | 32+5       | 24+5       | CI+CI-LP        | 0+5             | 0+8             | -                  | -                  | -                  | -           | -           | -           | 42     | 37     |
| ago. 2016           | Spezia              | B                   | 1          | 0          | CI              | 1               | 1               | -                  | -                  | -                  | -           | -           | -           | 2      | 1      |
| ago. 2016-2017      | Sassuolo            | A                   | 17         | 5          | CI              | 1               | 0               | UEL                | -                  | -                  | -           | -           | -           | 18     | 5      |
| lug.-ago. 2017      | Sassuolo            | A                   | 0          | 0          | CI              | 0               | 0               | -                  | -                  | -                  | -           | -           | -           | 0      | 0      |
| Totale Sassuolo     | Totale Sassuolo     | Totale Sassuolo     | 17         | 5          |                 | 1               | 0               |                    | 0                  | 0                  |             | -           | -           | 18     | 5      |
| set. 2017-2018      | Benevento           | A                   | 16         | 2          | CI              | -               | -               | -                  | -                  | -                  | -           | -           | -           | 16     | 2      |
| 2018-2019           | Foggia              | B                   | 26         | 7          | CI              | -               | -               | -                  | -                  | -                  | -           | -           | -           | 26     | 7      |
| Totale Foggia       | Totale Foggia       | Totale Foggia       | 93+5       | 47+5       |                 | 5               | 8               |                    | -                  | -                  |             | -           | -           | 103    | 60     |
| 2019-2020           | Perugia             | B                   | 35+1       | 19+0       | CI              | 3               | 0               | -                  | -                  | -                  | -           | -           | -           | 39     | 19     |
| 2020-gen. 2021      | Las Palmas          | SD                  | 10         | 0          | CR              | 2               | 1               | -                  | -                  | -                  | -           | -           | -           | 12     | 1      |
| gen.-giu. 2021      | Frosinone           | B                   | 17         | 3          | CI              | -               | -               | -                  | -                  | -                  | -           | -           | -           | 17     | 3      |
| 2021-gen. 2022      | Frosinone           | B                   | 1          | 0          | CI              | 1               | 0               | -                  | -                  | -                  | -           | -           | -           | 2      | 0      |
| Totale Frosinone    | Totale Frosinone    | Totale Frosinone    | 18         | 3          |                 | 1               | 0               |                    | -                  | -                  |             | -           | -           | 19     | 3      |
| gen.-giu. 2022      | Catanzaro           | C                   | 12+4       | 6+2        | CI+CI-C         | -               | -               | -                  | -                  | -                  | -           | -           | -           | 16     | 8      |
| 2022-2023           | Catanzaro           | C                   | 36         | 28         | CI+CI-C         | 1+1             | 0+1             | -                  | -                  | -                  | SC-C        | 2           | 2           | 40     | 31     |
| 2023-2024           | Catanzaro           | B                   | 35+3       | 15+2       | CI              | -               | -               | -                  | -                  | -                  | -           | -           | -           | 38     | 17     |
| 2024-2025           | Catanzaro           | B                   | 35+3       | 16+1       | CI              | 1               | 0               | -                  | -                  | -                  | -           | -           | -           | 39     | 17     |
| Totale Catanzaro    | Totale Catanzaro    | Totale Catanzaro    | 118+10     | 65+5       |                 | 3               | 1               |                    | -                  | -                  |             | 2           | 2           | 133    | 73     |
| Totale carriera     | Totale carriera     | Totale carriera     | 382+22     | 156+11     |                 | 20              | 12              |                    | 0                  | 0                  |             | 2           | 2           | 426    | 181    |

## Palmarès

### Club

#### Competizioni giovanili
- Campionato Allievi Nazionali: 1

Fiorentina: 2008-2009
- Coppa Italia Primavera: 1

Fiorentina: 2010-2011

#### Competizioni nazionali
- Coppa Italia Lega Pro: 1

Foggia: 2015-2016
- Serie C: 1

Catanzaro: 2022-2023 (Girone C)
- Supercoppa Serie C: 1

Catanzaro: 2023

### Individuale
- Capocannoniere della Lega Pro: 1

2015-2016 (Girone C, 24 gol)
- Capocannoniere della Serie C: 1

2022-2023 (Girone C, 28 gol)
- Capocannoniere della Supercoppa di Serie C: 1

2023 (2 gol)